# Бёрёлёхское кладбище мамонтов
Бёрёлёхское кладбище мамонтов — геологоархеологический объект. Находится на севере Якутии, в Аллаиховском улусе, на реке Бёрёлёх, притоке Индигирки. Расположено в озерно-старичных отложениях. На едином пространстве многолетнемерзлых пород сосредоточены останки мамонтов и других животных.
Это кладбище в 1970 году было исследовано Б. С. Русановым, Н. К. Верещагиным, П. А. Лазаревым. Ими было собрано 7,5 тыс. различных костей животных, на 98 % это шерстистые мамонты. По радиоуглеродному анализу позже был установлен возраст захоронений — 12 — 14 тыс. лет, кости принадлежат около 156 мамонтам, в основном молодым животным. Учёные вначале предполагали, что этот участок долины реки был естественной природной ловушкой для мамонтов, которые проваливались в термокарстовые проталины в вечной мерзлоте, застревали в болотистом грунте, кормясь более богатой прибрежной растительностью или поедая глину на обрывистом берегу реки, чтобы восполнить недостаток минералов. Были также находки единичных костей древней дикой лошади, шерстистого носорога, бизона, волка, зайца и росомахи. Археологические материалы собирались в течение многих лет (с 1970 по 2009 год), хранятся в различных научных учреждениях и музеях Санкт-Петербурга и Якутска.  
Согласно последним исследованиям российских палеонтологов (2024 год), кладбище мамонтов имеет в большей степени антропогенный характер, нежели природный. Многие ископаемые кости мамонтов носят следы разделки и соскрёбывания мяса людьми. Дополнительные исследования, включая 88 новых радиоуглеродных датировок, показали, что 14 — 12 тыс. лет назад, на протяжении 700—800 лет, с перерывами, первобытные люди добывали мамонтов в окрестностях, использовали их мясо в пищу, а бивни для изготовления орудий труда, кости приносили для подсушки, для последующего использования в качестве топлива на своей стоянке. Так, благодаря древним людям, и происходило накопление ископаемых мамонтовых костей. Большинство останков мамонтов принадлежит самкам, также были обнаружены орудия из рёбер мамонтов с насечками и была найдена заготовка копья из расщеплённого бивня мамонта. Древние люди также добывали зайцев, вероятно, для получения шкур, так как мясо зайцев в пищу они не использовали, тушки зайцев не разделывались. Недалеко от кладбища была обнаружена стоянка людей-дюктайцев, живших здесь 11 тысяч лет назад, но она появилась уже позже «кладбища мамонтов», люди использовали найденные кости мамонтов в качестве топлива в безлесной тундре. Стоянка является одной из самых северных стоянок человека палеолитического периода в Евразии.
Место объявлено особо охраняемым геологическим объектом республиканского значения (памятником природы). К сожалению, захоронение к настоящему времени уничтожено нелегальными сборщиками мамонтовых костей.